# Planeta Finito
Planeta Finito és un programa de viatges on un personatge famós viatja per una ciutat o regió del món per a mostrar la seva història i curiositats. El format es basa en el conegut programa de viatges Lonely Planet, on els presentadors anaven a diferents parts del món. Està produït per Globomedia i s'emet els dissabtes a les 19:15 hores a LaSexta.
En els 6 primers programes viatjaven humoristes imitant a famosos. Però, aviat es va canviar al format actual on viatgen famosos. Per això, no té un presentador fix, però si que té una veu en off d'un narrador que acompanya amb explicacions de la història de la ciutat.

## Primera temporada
La primera temporada va ser emesa a la franja nocturn dels dilluns entre les 23:30 i les 00:30. La temporada va tenir 19 programes.
| Programa | Ciutat                     | Famós                                                                       |
| -------- | -------------------------- | --------------------------------------------------------------------------- |
| 1        | París                      | "Mariano Rajoy" (Florentino Fernández)                                      |
| 2        | Roma                       | "Jesús Mariñas" (Florentino Fernández) i "Karmele Marchante" (Miguel Nadal) |
| 3        | Rio de Janeiro             | "Ronaldo" (Miguel Nadal)                                                    |
| 4        | Atenes                     | "Jose Luis Rodriguez Zapatero" (Queco Novell)                               |
| 5        | Moscou                     | "Julián Muñoz" (Miguel Nadal)                                               |
| 6        | Viena                      | "Rappel" (Daniel de la Cámara)                                              |
| 7        | Amsterdam                  | Pocholo                                                                     |
| 8        | Marràqueix                 | Pablo Carbonell                                                             |
| 9        | Londres                    | Santi Rodríguez                                                             |
| 10       | Istanbul                   | Yolanda Ramos                                                               |
| 11       | Nova York                  | Florentino Fernández                                                        |
| 12       | San Francisco              | El Gran Wyoming                                                             |
| 13       | Noruega                    | Carmen Machi                                                                |
| 14       | Berlín                     | Paco León                                                                   |
| 15       | Lisboa                     | Pedro Reyes                                                                 |
| 16       | Hèlsinki i Tallinn         | Rosario Pardo                                                               |
| 17       | Praga                      | Santiago Urrialde                                                           |
| 18       | Tunis                      | Santi Millán                                                                |
| 19       | Nova York (Especial Nadal) | Anabel Alonso                                                               |

## Segona temporada
La segona temporada, el programa va ser emès els dissabtes a la tarda (19:00) i, durant l'estiu, a més en el prime time dels dimecres a les 22:00.
| Programa | Ciutat                   | Famós              |
| -------- | ------------------------ | ------------------ |
| 20       | Egipte                   | Carolina Cerezuela |
| 21       | Dublín                   | Ángel Martín       |
| 22       | Croàcia                  | Àngel Llàcer       |
| 23       | Estocolm                 | José María Íñigo   |
| 24       | Buenos Aires             | Imanol Arias       |
| 25       | Colòmbia                 | Félix Álvarez      |
| 26       | Budapest                 | Javier Martín      |
| 27       | Bèlgica                  | Secun de la Rosa   |
| 28       | Tailàndia (-nou horari-) | Paula Vázquez      |
| 29       | Polònia                  | Darek Miroslaw     |
| 30       | Toscana                  | Martina Klein      |

## Tercera temporada
La tercera i última temporada és emesa els dissabtes al vespre (19:20). Aquesta és l'última temporada de Planeta Finito perquè La Sexta, a través del blog del programa, va anunciar que l'últim programa d'estrena s'emetria al desembre de 2007, sent Jamaica l'últim nou destí.
| Programa | Ciutat      | Famós            |
| -------- | ----------- | ---------------- |
| 31       | Escòcia     | Joaquín Reyes    |
| 32       | Malta       | Beatriz Montañez |
| 33       | Jerusalem   | Eva González     |
| 34       | Creta       | Raquel Revuelta  |
| 35       | Perú        | Esther Arroyo    |
| 36       | Miami       | Pocholo          |
| 37       | Múnic       | Carles Chamarro  |
| 38       | Puerto Rico | Llum Barrera     |
| 39       | Jamaica     | Agustín Jiménez  |